# Mehdi Boukamir
Mehdi Boukamir (en árabe: مهدي بوقامير‎; Jemeppe-sur-Sambre, 26 de enero de 2004) es un futbolista belga, nacionalizado marroquí, que juega como defensa en el Royal Charleroi S. C. de la Primera División de Bélgica.

## Trayectoria
Boukamir, canterano del Espoir Jemeppe y del Charleroi, firmó su primer contrato profesional con el Charleroi el 6 de febrero de 2021. Comenzó a entrenar con los reservas del Charleroi a principios de la temporada 2022-23 antes de ascender a su equipo sénior. Debutó como profesional con el Charleroi en un partido de la Primera División de Bélgica contra el Cercle Brugge (4-1) el 21 de octubre de 2022. El 13 de febrero de 2023 amplió su contrato profesional con el Charleroi hasta 2025.
El 9 de septiembre de 2024, Boukamir fue prestado a Pafos de la Primera División de Chipre.

## Selección nacional
Nacido en Bélgica, los padres de Boukamir son marroquíes. Fue convocado para una concentración de la selección sub-17 de Marruecos en octubre de 2020. Desde entonces, ha representado a Bélgica hasta la selección sub-19.
En junio de 2023, fue incluido en la lista definitiva de la selección nacional sub-23 de Marruecos para la Copa Africana de Naciones Sub-23 de 2023, organizada por el propio Marruecos, donde los Leones del Atlas ganaron su primer título y se clasificaron para los Juegos Olímpicos de Verano de 2024.

## Estadísticas

### Clubes
Actualizado al último partido disputado el 26 de junio de 2025.
| Club                            | Div.          | Temporada     | Liga  | Liga  | Copas nacionales | Copas nacionales | Copas internacionales | Copas internacionales | Total | Total |
| Club                            | Div.          | Temporada     | Part. | Goles | Part.            | Goles            | Part.                 | Goles                 | Part. | Goles |
| ------------------------------- | ------------- | ------------- | ----- | ----- | ---------------- | ---------------- | --------------------- | --------------------- | ----- | ----- |
| Royal Charleroi S. C. · Bélgica | 1.ª           | 2022-23       | 10    | 0     | 0                | 0                | —                     | —                     | 10    | 0     |
| Royal Charleroi S. C. · Bélgica | 1.ª           | 2023-24       | 11    | 0     | 2                | 0                | —                     | —                     | 13    | 0     |
| Royal Charleroi S. C. · Bélgica | Total club    | Total club    | 21    | 0     | 2                | 0                | 0                     | 0                     | 0     | 0     |
| Pafos F. C. (cedi do) Chipre    | 1.ª           | 2024-25       | 15    | 0     | 2                | 0                | 0                     | 0                     | 17    | 0     |
| Pafos F. C. (cedi do) Chipre    | Total club    | Total club    | 40    | 0     | 4                | 0                | 0                     | 0                     | 40    | 0     |
| Total carrera                   | Total carrera | Total carrera | 40    | 0     | 4                | 0                | 0                     | 0                     | 40    | 0     |

## Palmarés

### Títulos nacionales
| Título                     | Club        | País   | Año     |
| -------------------------- | ----------- | ------ | ------- |
| Primera División de Chipre | Pafos F. C. | Chipre | 2024-25 |

### Títulos internacionales
| Título                           | Club             | Sede      | Año  |
| -------------------------------- | ---------------- | --------- | ---- |
| Copa Africana de Naciones Sub-23 | Marruecos sub-23 | Marruecos | 2023 |
| Bronce olímpico                  | Marruecos sub-23 | París     | 2024 |